# Knivån

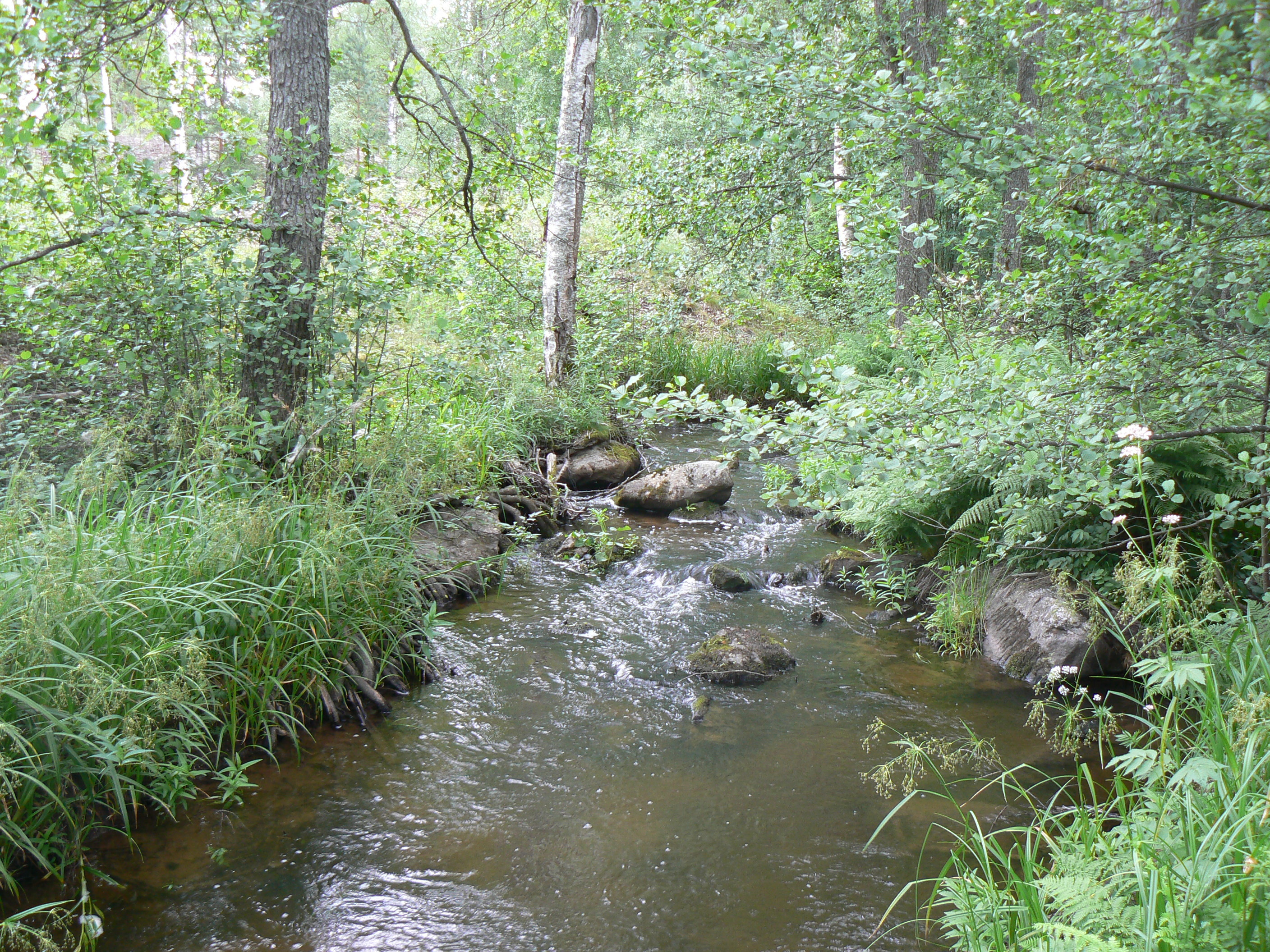
Knivån vid riksväg 69. Här är ån delad i två separata fåror, varav bilden visar den södra.

Knivån är ett litet vattendrag i Falu kommun. Trots sitt ånamn uppfattas den lätt som en stor bäck. Knivån för vatten från några mindre sjöar, bl.a. Rönnvalen västerut till sjön Runn och har en längd av ett par kilometer. Ån rinner genom Knivabygden på sin väg mot Runn och korsar bl.a. riksväg 69.